# TTEthernet
L'estàndard Time-Triggered Ethernet (SAE AS6802) (també conegut com a TTEthernet o TTE) defineix una estratègia de sincronització tolerant a errors per crear i mantenir l'hora sincronitzada a les xarxes Ethernet i descriu els mecanismes necessaris per a la commutació de paquets sincrònica activada per temps per a aplicacions integrades crítiques. i arquitectures d'aviònica modular integrada (IMA). SAE International va llançar SAE AS6802 el novembre de 2011.
Els dispositius de xarxa Ethernet activats per temps són dispositius Ethernet que almenys implementen:
- Serveis de sincronització SAE AS6802 per a arquitectures integrades avançades, sistemes de fallada operativa i crítics per a la seguretat
- control de flux de trànsit activat per temps amb programació de trànsit
- control per flux de temps de paquets per al trànsit activat per temps
- arquitectura interna robusta amb particions de trànsit

Els dispositius de xarxa TTEthernet són dispositius Ethernet estàndard amb capacitat addicional per configurar i establir una sincronització robusta, commutació de paquets síncrona, programació de trànsit i partició d'ample de banda, tal com es descriu a SAE AS6802. Si no es configura ni s'utilitza cap capacitat de trànsit activat per temps, funciona com a dispositius Ethernet de commutació dúplex complet compatibles amb els estàndards IEEE802.3 i IEEE802.1.
A més, aquests dispositius de xarxa implementen altres classes de trànsit deterministes per permetre una xarxa Ethernet de criticitat mixta. Per tant, les xarxes TTEthernet estan dissenyades per allotjar diferents classes de trànsit Ethernet sense interferències.
La implementació del dispositiu TTEthernet amplia l'Ethernet estàndard amb serveis per complir els requisits crítics, deterministes o rellevants per a la seguretat en configuracions de doble i triple redundant per a sistemes integrats avançats. Els dispositius de commutació TTEthernet s'utilitzen per a sistemes integrats i aplicacions relacionades amb la seguretat principalment en aplicacions aeroespacials, controls industrials i automoció.
TTEthernet ha estat seleccionat per la NASA i l'ESA com la tecnologia per a les comunicacions entre l'Orion MPCV i el Mòdul de Servei Europeu, i l'ESA descriu com a "opció principal per als llançadors futurs que els permeten desplegar conceptes d'aviònica modular distribuïts". També s'ha seleccionat com a xarxa vertebradora per a Lunar Gateway de la NASA per a la qual l'ESA és un actor clau.
Com a arquitectura de xarxa cada cop més utilitzada a la indústria espacial, la Cooperació Europea per a la Normalització Espacial va publicar ECSS-E-ST-50-16C el 30 de setembre de 2021.

## Descripció
Els dispositius de xarxa TTEthernet implementen serveis OSI Layer 2 i, per tant, afirmen ser compatibles amb els estàndards IEEE 802.3 i coexistir amb altres xarxes i serveis Ethernet o classes de trànsit, com IEEE 802.1Q, al mateix dispositiu. A les implementacions actuals del commutador TTEthernet es proporcionen tres classes de trànsit i tipus de missatges:
- Trànsit de sincronització (marcs de control de protocol - PCF): la xarxa Ethernet activada per temps utilitza marcs de control de protocol (PCF) per establir i mantenir la sincronització. El trànsit de PCF té la prioritat més alta i és similar al trànsit restringit per la velocitat. El trànsit PCF estableix una interfície ben definida per als algorismes de sincronització del rellotge tolerants a errors.
- Trànsit activat per temps: els paquets Ethernet s'envien a través de la xarxa a hores predefinides (programades) i tenen prioritat sobre tots els altres tipus de trànsit. L'aparició, el retard temporal i la precisió dels missatges activats en el temps estan predefinits i garantits. A més, "els rellotges locals sincronitzats són el requisit previ fonamental per a la comunicació activada pel temps".
- Trànsit restringit per velocitat: els paquets Ethernet es configuren de manera que puguin mantenir la màxima latència i fluctuació en un sistema tancat. S'utilitzen per a aplicacions amb un determinisme menys estricte i requisits de temps real. Aquesta classe de trànsit garanteix que l'ample de banda està predefinit per a cada aplicació i els retards i les desviacions temporals tenen límits superiors definits.
- Trànsit de millor esforç (incl. Trànsit VLAN): Els paquets s'envien mitjançant cues FIFO als ports de sortida. No hi ha cap garantia absoluta de si i quan es poden transmetre aquests missatges, quins retards es produeixen i si els missatges arriben al destinatari. Els missatges de millor esforç utilitzen l'ample de banda restant de la xarxa i tenen una prioritat més baixa que els altres dos tipus.

Tres classes de trànsit cobreixen diferents tipus de determinisme: des de trànsit de millor esforç en temps suau fins a "més determinista" a "molt determinista" (latència màxima definida per VL) a "estrictament determinista" (latència fixa, fluctuació µs), per tant creant una tecnologia de xarxa Ethernet unificada determinista. Tot i que l'Ethernet de commutació dúplex complet estàndard sol ser el millor esforç o més determinista, el trànsit activat per temps només està lligat a la progressió del temps del sistema i a la programació del trànsit, i no a les prioritats. Es pot considerar el trànsit de prioritat més alta, per sobre del trànsit VLAN 802.1Q de prioritat més alta.